# Al Minliar al Asad
Al Minliar al Asad eller Kappa Leonis (κ Leonis, förkortat Kappa Leo, κ Leo) som är stjärnans Bayerbeteckning, är en dubbelstjärna belägen i den västra delen av stjärnbilden Lejonet. Den har en skenbar magnitud på 4,47 och är svagt synlig för blotta ögat. Baserat på parallaxmätning inom Hipparcosuppdraget på ca 15,3 mas, beräknas den befinna sig på ett avstånd av ca 210 ljusår (65 parsek) från solen.

## Nomenklatur
Kappa Leonis har det traditionella namnet Al Min'ħar al A'sad, vilket betyder "Lejonets näsa". Namnet är överfört som Al Minliar al Asad i Yale Bright Star Catalog.

## Egenskaper
Al Minliar al Asad är en orange till röd jättestjärna av spektralklass K2III. Den har en radie som är 13 gånger större än solens radie. Den utsänder från dess fotosfär ca 70 gånger mer energi än solen vid en effektiv temperatur på 4 370 K.